# Jacqueline d'Escoman
Jacqueline d'Escoman, née Jacqueline Le Voyer vers 1585 à Orphin (entre Ablis et Epernon) en Beauce et morte en 1618 (?), est une dame de compagnie connue pour avoir accusé sa maîtresse Henriette d'Entragues, marquise de Verneuil,  d'avoir organisé un complot avec le duc d'Épernon ayant abouti à l'assassinat d'Henri IV par François Ravaillac.
Condamnée en 1611 à la réclusion à perpétuité pour calomnie, elle passe les dernières années de  sa vie enfermée dans une chambre du couvent des Filles repenties de la rue Saint-Denis à Paris.
Elle est présentée comme l'auteur du Véritable Manifeste sur la mort d'Henri Le Grand publié en 1616.

## Biographie
Jacqueline Le Voyer naît à Orphin dans une famille de petite noblesse. Elle épouse Isaac de Varennes, sieur d'Escoman, qui est soldat dans le régiment des gardes royaux, un régiment d'élite réservé à la noblesse et chargé de la protection du souverain. Introduite auprès de  la marquise de Verneuil en 1606 par sa demi-sœur Charlotte Catherine d'Entragues, elle aurait rapidement gagné sa confiance au point de devenir sa confidente. Elle aurait ainsi assisté à plusieurs rencontres  entre des personnes qu'elle qualifiera ultérieurement de "vrais Français en apparence, mais d'âmes tout contraires". Ainsi, peu avant la Noël 1606, elle aurait assisté à la rencontre d'Henriette d'Entragues et du duc d'Épernon, et les aurait entendu conclure un pacte en vue d'assassiner Henri IV, ancien amant de la marquise de Verneuil qu'il avait promis d'épouser. Ce complot aurait eu pour objectif de placer sur le trône du royaume de France le fils d'Henri IV et de la marquise de Verneuil. L'Espagne aurait été mêlé à ce complot, des lettres partant régulièrement du château de Verneuil vers ce pays.
De 1607 à 1609, elle aurait plusieurs fois rencontré Ravaillac, lequel, selon ses déclarations, allait et venait dans l'entourage d'Henriette d'Entragues. La croisant le jour de l'Ascension 1609, il lui aurait avoué son projet régicide. Affolée, elle se précipite au Louvre pour prévenir le couple royal, en vain, proposant même, pour preuve de ses propos, de remettre des lettres compromettantes adressées aux Espagnols. Elle multiplie ensuite les tentatives pour alerter le roi ou la reine mais est arrêtée et mise en prison pour abandon d'enfant. Jules Michelet y voit une confirmation d'un complot visant à assassiner Henri IV, son enfermement visant selon lui à la neutraliser. 
Jacqueline d'Escoman avait en effet quitté son époux, qui selon elle la battait,  et mis leur enfant en nourrice, avant de l'abandonner, faute de moyens. Condamnée à mort, elle fait appel et sa peine est commuée en une réclusion dans un monastère, aux frais de son époux. Ce dernier ne s'acquittant pas de la rente annuelle devant financer cette réclusion, elle est finalement remise en liberté.
À peine sortie de prison, elle prend contact avec Marguerite de Valois le samedi 15 janvier 1611 et lui révèle un complot mené par la marquise de Verneuil et le duc d'Épernon, Ravaillac ayant agi pour leur compte. Arrêtée le 17 janvier,  elle est condamnée à une peine d'enfermement à perpétuité, échappant de peu à une condamnation à mort. Enfermée au couvent des Filles repenties de Saint-Magloire, rue Saint-Denis à Paris, elle décède dans l'oubli à une date incertaine.
En 1616, le Véritable Manifeste sur la mort d'Henri Le Grand est rendu public par des magistrats du Parlement de Paris afin d'affaiblir Marie de Médicis et le duc d'Épernon.

## Procès de Jacqueline d'Escoman: première réfutation d'un complot lié à l'assassinat d'Henri IV
Le premier interrogatoire de Jacqueline d'Escoman a lieu le 25 janvier 1611 sous la direction du président du Parlement Achille 1er de Harlay. Après avoir entendu les principales personnes mises en cause par l'accusée et divers témoins, le Parlement rend un arrêt le 5 mars 1611 mettant hors de cause la marquise de Verneuil et le duc d'Épernon. Pourtant,  interrogé avant cet arrêt par un proche du mémorialiste Pierre de l'Estoile, Harlay aurait déclaré  : "Il n'y en a que trop de preuves, il n'y en a que trop...". Dans les jours suivants, Marie de Médicis, veuve d'Henri IV, met à la retraite Achille de Harlay, âgé de 74 ans et presque aveugle, et le remplace par M. de Verdun, un proche du duc d'Épernon.
Après une semaine de délibérations, tous les accusés sont innocentés le 30 juillet 1611. Jacqueline d'Escoman est condamnée pour "crime de lèse-majesté" à la réclusion à perpétuité. Ses juges ne statuent pas sur le fond du dossier (le complot visant à assassiner Henri IV), mais constatent que ses accusations envers les prétendus conspirateurs  ne sont pas prouvées. Dès lors considérée comme calomniatrice, elle est condamnée à la peine que risquent les personnes qu'elle accuse.

## Interprétations
Tallemant des Réaux ne prend pas au sérieux les propos de Jacqueline d'Escoman : elle  est une "petite bossue qui se fourrait partout".  Il fait ainsi référence à sa réputation d'entremetteuse.
Jules Michelet s'appuie sur son témoignage, ainsi que sur celui du capitaine de la Garde, pour voir derrière l'assassinat d'Henri IV un complot impliquant l'Espagne.
Pour Jean-Christian Petitfils qui a consulté les pièces de son procès conservées dans les registres des procédures criminelles du Parlement de Paris, Jacqueline d'Escoman est une affabulatrice. Lors de son procès, l’aumônier de la marquise de Verneuil la décrit comme une "solliciteuse", l'ayant vu plusieurs fois venir réclamer la charité auprès d'Henriette d'Entragues. 